# Madison Square Garden Entertainment
Madison Square Garden Entertainment Corp. är ett amerikanskt förvaltningsbolag som äger och driver främst fastigheter inom sport och underhållning som till exempel Madison Square Garden och Radio City Music Hall på Manhattan i New York, New York i USA. De äger även licensrättigheter som bestämmer att idrottslagen New York Knicks (NBA) och New York Rangers (NHL) får använda Madison Square Garden som hemmaarena för respektive lag. MSG Entertainment har också intressen inom gästgiveri, musikfestivaler samt regionala sportsändningar.

## Historik
Den 31 mars 2020 meddelade Madison Square Garden Company att de skulle knoppa av allt som inte hade med ägande av idrottslag i ett nytt företag med namnet Madison Square Garden Entertainment Corp. Samtidigt meddelades det att Madison Square Garden Company skulle också genomgå ett namnbyte till Madison Square Garden Sports Corp. Den 20 april slutfördes affären. Den 26 mars 2021 rapporterades det om att MSG Entertainment skulle förvärva det regionala TV-bolaget MSG Networks för mer än 900 miljoner amerikanska dollar. Köpet blev officiellt den 9 juli. Den 18 augusti 2022 meddelade MSG Entertainment att man hade för avsikt att knoppa av allt utom MSG Sphere at The Venetian i Paradise, Nevada och Tao Group Hospitality, tjänsteföretag som driver olika inrättningar för mat och dryck såsom restauranger och nattklubbar på arenor och andra anläggningar, i ett nytt företag.

## Tillgångar
Ett urval av tillgångar.

### Fastigheter

#### Nuvarande
- Beacon Theatre (New York, New York)
- The Chicago Theatre (Chicago, Illinois)
- Hulu Theatre at Madison Square Garden (New York, New York)
- Madison Square Garden (New York, New York)
- Radio City Music Hall (New York, New York)

#### Framtida
- MSG Sphere at The Venetian (Paradise, Nevada)

### Övriga
- Boston Calling Music Festival, en musikfestival i Boston, Massachusetts.
- MSG Networks, regionalt TV-bolag för sport för staden New York och delar av delstaterna Connecticut, New Jersey, New York och Pennsylvania.
- Tao Group Hospitality